# Born Pink
Born Pink – drugi album studyjny południowokoreańskiej grupy Blackpink, wydany 16 września 2022 roku przez wytwórnię YG Entertainment. Płytę promowały dwa single „Pink Venom” i „Shut Down”.
Album zadebiutował na pierwszym miejscu listy Circle Album Chart z 2,2 mln sprzedanych egzemplarzy w niecałe dwa dni, stając się najlepiej sprzedającym się albumem dziewczęcej grupy w Korei Południowej i pierwszym, który przekroczył dwumilionową sprzedaż. W Stanach Zjednoczonych stał się pierwszym albumem koreańskiego zespołu dziewczęcego, który osiągnął pierwsze miejsce na liście Billboard 200, a także pierwszym albumem żeńskiej grupy od czasu Danity Kane w 2008 roku. Ponadto Born Pink stał się pierwszym albumem dziewczęcej grupy K-pop, który osiągną pierwsze miejsce na UK Albums Chart.

## Tło
We współpracy z grą Battle Royale PUBG Mobile, został wydany singiel promocyjny „Ready for Love”, z animowanym teledyskiem opublikowanym na YouTube 29 lipca 2022 roku. 31 lipca 2022 roku YG Entertainment oficjalnie opublikowało zwiastun albumu na oficjalnych kontach społecznościowych grupy, ogłaszając, że nowa światowa trasa koncertowa grupy rozpocznie się w październiku, po wydaniu singla w sierpniu i albumu we wrześniu. Wytwórnia potwierdziła, że nakręcono dwa teledyski w celu promocji albumu, z najwyższymi budżetami produkcyjnymi, jakie kiedykolwiek zainwestowali w teledysk. 19 sierpnia został wydany przedpremierowy singiel „Pink Venom”.
28 sierpnia Blackpink wykonały singiel na 2022 MTV Video Music Awards, debiutując na amerykańskiej gali rozdania nagród i czyniąc z nich pierwszą żeńską grupę k-popową w historii, która to zrobiła.
7 września ukazała się tracklista, potwierdzająca, że album będzie zawierał osiem utworów. Następnie ujawniono, że zarówno Jisoo, jak i Rosé brały udział w pisaniu tekstu do „Yeah Yeah Yeah”. Album został wydany 16 września wraz z teledyskiem do „Shut Down”.

## Sprzedaż
25 sierpnia 2022 roku YG Entertainment potwierdziło, że Born Pink sprzedał się w ponad dwóch milionach egzemplarzy w przedsprzedaży, co czyni go pierwszym albumem kobiecej grupy k-popowej, który osiągnął ten kamień milowy. Po wydaniu Born Pink stał się pierwszym albumem dziewczęcej grupy k-popowej, który sprzedał się w ponad milionie kopii pierwszego dnia na Hanteo, robiąc to w mniej niż 12 godzin. Born Pink zadebiutował na pierwszym miejscu listy Circle Album Chart z 2 141 281 egzemplarzami sprzedanymi w niecałe dwa dni i stał się pierwszym albumem dziewczęcej grupy K-popowej, który sprzedał się w ponad dwóch milionach egzemplarzy.
W Stanach Zjednoczonych Born Pink zadebiutował na pierwszym miejscu listy Billboard 200 ze sprzedażą 102 000 egzemplarzy. Stał się pierwszym albumem koreańskiego zespołu, który znalazł się na szczycie listy przebojów, a także pierwszym albumem żeńskiej grupy od czasu wydania Welcome to the Dollhouse przez Danity Kane w 2008 roku. Album zadebiutował również na szczycie listy Top Album Sales sprzedając 75 500 egzemplarzy. Blackpink stały się ósmą kobiecą grupą w historii, która znalazła się na szczycie listy Billboard 200, po Dianie Ross & The Supremes, The Go-Go, Spice Girls, TLC, The Chicks, Destiny’s Child i Danity Kane. W drugim tygodniu album spadł na czwarte miejsce ze sprzedażą 40 000 egzemplarzy, co czyni go pierwszym albumem koreańskiej artystki, który spędził więcej niż tydzień w pierwszej piątce rankingu.
W Wielkiej Brytanii Born Pink stał się również pierwszym albumem dziewczęcej grupy K-popowej, który osiągnął pierwsze miejsce na UK Albums Chart. Był to pierwszy raz, kiedy dziewczęca grupa jednocześnie znalazła się na szczycie list przebojów albumów w Stanach Zjednoczonych i Wielkiej Brytanii od czasu albumu Destiny Child Survivor w 2001 roku. Born Pink znalazł się również w pierwszej dziesiątce w Australii, Holandii, Francji, Niemczech, Litwie, Szwecji, Norwegii i Polsce.

## Lista utworów
| CD | CD                         | CD                                                            | CD                                              | CD                | CD      |
| Nr | Tytuł utworu               | Tekst                                                         | Kompozycja                                      | Aranżacja         | Długość |
| -- | -------------------------- | ------------------------------------------------------------- | ----------------------------------------------- | ----------------- | ------- |
| 1. | „Pink Venom”               | Teddy, Danny Chung                                            | Teddy, R. Tee, 24, Ido                          | 24, R. Tee, Ido   | 3:06    |
| 2. | „Shut Down”                | Teddy, Danny Chung, Vince                                     | Teddy, 24                                       | 24                | 2:55    |
| 3. | „Typa Girl”                | Bekuh Boom                                                    | Bekuh Boom, Dominsuk                            | Dominsuk          | 2:59    |
| 4. | „Yeah Yeah Yeah”           | VVN, Kush, Jisoo, Rosé                                        | Kush, R. Tee, VVN, Ido                          | R. Tee, Kush, Ido | 2:58    |
| 5. | „Hard to Love” (Rosé solo) | Freddy Wexler, Bianca "Blush" Atterberry, Max Wolfgang, Teddy | Wexler, Teddy, Atterberry, Wolfgang, 24, R. Tee | 24, R. Tee        | 2:42    |
| 6. | „The Happiest Girl”        | Teddy Sinclair, Willy Sinclair, Paro                          | T. Sinclair, W. Sinclair, Paro, 24              | 24, Nohc          | 3:42    |
| 7. | „Tally”                    | Nat Dunn, David Phelan, Alex Oriet, Brian Lee, Soraya LaPread | Dunn, Phelan, Oriet, Lee, LaPread, 24           | 24                | 3:04    |
| 8. | „Ready for Love”           | Teddy, VVN                                                    | Teddy, VVN, 24, Kush, Bekuh Boom                | 24                | 3:04    |

## Notowania
| Lista                                    | Pozycja |
| ---------------------------------------- | ------- |
| South Korean Albums (Circle)             | 1       |
| Australian Albums (ARIA)                 | 2       |
| Austrian Albums (Ö3 Austria)             | 6       |
| Belgian Albums (Ultratop Flanders)       | 3       |
| Belgian Albums (Ultratop Wallonia)       | 7       |
| Canadian Albums (Billboard)              | 1       |
| Croatian International Albums (HDU)      | 1       |
| Danish Albums (Hitlisten)                | 8       |
| Dutch Albums (Album Top 100)             | 7       |
| Finnish Albums (Suomen virallinen lista) | 3       |
| French Albums (SNEP)                     | 3       |
| German Albums (Offizielle Top 100)       | 3       |
| Greek Albums (IFPI)                      | 12      |
| Hungarian Albums (MAHASZ)                | 6       |
| Icelandic Albums (Plötutíðindi)          | 16      |
| Irish Albums (OCC)                       | 13      |
| Italian Albums (FIMI)                    | 19      |
| Japanese Albums (Oricon)                 | 3       |
| Japanese Hot Albums (Billboard Japan)    | 4       |
| Lithuanian Albums (AGATA)                | 3       |
| New Zealand Albums (RMNZ)                | 2       |
| Norwegian Albums (VG-lista)              | 6       |
| Polish Albums (ZPAV)                     | 3       |
| Portuguese Albums (AFP)                  | 1       |
| Scottish Albums (OCC)                    | 2       |
| Spanish Albums (PROMUSICAE)              | 9       |
| Swedish Albums (Sverigetopplistan)       | 8       |
| Swiss Albums (Schweizer Hitparade)       | 7       |
| UK Albums (OCC)                          | 1       |
| US Billboard 200                         | 1       |

## Nagrody w programach muzycznych
| Program               | Data             | Źródło |
| --------------------- | ---------------- | ------ |
| Show Champion (MBC M) | 24 sierpnia 2022 | [ 33 ] |
| M Countdown (Mnet)    | 25 sierpnia 2022 | [ 34 ] |
| M Countdown (Mnet)    | 1 września 2022  | [ 35 ] |
| M Countdown (Mnet)    | 8 września 2022  | [ 36 ] |
| Inkigayo (SBS)        | 4 września 2022  | [ 37 ] |
| Inkigayo (SBS)        | 18 września 2022 | [ 38 ] |
| Inkigayo (SBS)        | 25 września 2022 | [ 39 ] |

| Program                | Data                 | Źródło |
| ---------------------- | -------------------- | ------ |
| Show Champion (MBC M)  | 21 września 2022     | [ 40 ] |
| Show Champion (MBC M)  | 28 września 2022     | [ 41 ] |
| Show Champion (MBC M)  | 5 października 2022  | [ 42 ] |
| M Countdown (Mnet)     | 22 września 2022     | [ 43 ] |
| M Countdown (Mnet)     | 29 września 2022     | [ 44 ] |
| M Countdown (Mnet)     | 6 października 2022  | [ 45 ] |
| Inkigayo (SBS)         | 2 października 2022  | [ 46 ] |
| Inkigayo (SBS)         | 9 października 2022  | [ 47 ] |
| Inkigayo (SBS)         | 16 października 2022 | [ 48 ] |
| Show! Music Core (MBC) | 8 października 2022  | [ 49 ] |

## Certyfikaty i sprzedaż
| Kraj                                                                                     | Certyfikat      | Sprzedaż   | Źr.           |
| ---------------------------------------------------------------------------------------- | --------------- | ---------- | ------------- |
| Francja (SNEP)                                                                           | złota płyta     | 50 000‡    | [ 50 ]        |
| Japonia                                                                                  |                 | 27 681+    | [ 51 ]        |
| Korea Południowa (KMCA)                                                                  | 2× Milion       | 2 787 107+ | [ 52 ] [ 53 ] |
| Polska (ZPAV)                                                                            | platynowa płyta | 20 000‡    | [ 54 ]        |
| USA                                                                                      |                 | 101 500+   | [ 55 ]        |
| ‡ Dane dotyczące sprzedaży i transmisji strumieniowej oparte wyłącznie na certyfikatach. |                 |            |               |